# Villa El Libertador
Villa el Libertador es un barrio de la ciudad de Córdoba (Argentina) ubicado en el sector suroeste de la misma, fuera del anillo de Circunvalación pero dentro del ejido urbano. Dista aproximadamente 8 kilómetros del centro de la ciudad, sobre la Avenida Armada Argentina y cuenta con una población cercana a los 27 mil habitantes, según datos del censo provincial del año 2008. Para el año 2017, se calcula una población superior a 33000 habitantes.

## Historia

### La época colonial
Las tierras donde actualmente se asienta el barrio Villa El Libertador fueron entregadas en merced a un particular en el año 1588, siendo la referencia más antigua sobre este solar. En 1642 parte de estos territorios fueron donados a la Compañía de Jesús.
La zona presentaba un relieve de montes, muy numerosos en aquella época. Con el tiempo se formó una huella o sendero utilizado como camino para comunicar Córdoba con la estancia de Nuestra Señora de Alta Gracia, propiedad de los jesuitas. Por este camino transitaban cabalgaduras y carretas, y en el terreno que hoy ocupa la plaza central de Villa El Libertador se formó una especie de parador natural, donde los viajeros y sus monturas reponían fuerzas antes de continuar camino hacia la estancia, que con el tiempo daría origen a la actual ciudad de Alta Gracia.
Sin embargo, la zona continuó despoblada, ya que Córdoba estaba muy lejos y su crecimiento no la afectó hasta bien entrado el siglo XX.

### Urbanización de la zona
En la década de 1930 un comerciante italiano llamado Vicente Forestieri ideó una promoción para aumentar las ventas de la casa de trajes de su propiedad. Compró noventa hectáreas de tierra y lanzó la promoción que consistía en regalar un lote a cada comprador de un traje completo, junto con mil ladrillos y la escritura del terreno en lo que por aquellos años se denominaba "Villa Forestieri". Este había hecho los planos para el futuro barrio, el cual de esta manera fue loteado.
En aquella época, la casa tenía un colectivo (transporte de pasajeros) con el cual los compradores podían visitar su futuro terreno. Para 1932 el barrio estaba urbanizado contando con servicio de salud, escuela y un tanque de agua comunitario, ya que por aquella época no había conexiones de agua por la zona.
Esta historia es muy conocida en Córdoba, pero existen referencias que indican que los compradores de trajes no se instalaron en la Villa Forestieri y que incluso vendieron luego los lotes que les pertenecían. La zona fue poblada también por personas que con mucho esfuerzo adquirieron su terreno y de esa manera ampliaron el barrio.

### De Villa Forestieri a Villa El Libertador
En 1950, al cumplirse el centenario de la muerte del General José de San Martín, el barrio cambió su nombre por el de Villa El Libertador, que lleva en la actualidad.
En esa misma década comenzaron a surgir otros barrios cercanos a Villa El Libertador, como por ejemplo Santa Isabel, que se pobló en torno a los talleres de la automotriz Kaiser, instalada allí por el norteamericano Henry Kaiser. La presencia de esta fábrica contribuyó a dar a barrio Villa El Libertador un tinte obrero y popular.
Durante las décadas de 1950 y 1960 el barrio creció en tamaño y población. Frente a la plaza central se levantó un pequeño templo que luego sería la capilla de Nuestra Señora del Trabajo, erigida en parroquia en el año 1987. Desde allí se desarrolló una intensa tarea pastoral, comunitaria y social, inspirada en el modelo de Comunidades Eclesiales de Base.

### Las luchas sociales
Los vecinos de Villa El Libertador debieron movilizarse para exigir que las autoridades dotaran a la zona de los servicios básicos, como agua, tendido eléctrico y transporte urbano. Todavía hoy los vecinos más antiguos del barrio recuerdan lo que ellos llaman "las luchas" para conseguir estos servicios.
Esta activa militancia, impulsada desde la capilla católica, los clubes y las organizaciones comunitarias de base, desembocó en el accionar represivo de fuerzas parapoliciales de derecha. El barrio no escapó a la política practicada con métodos violentos que se desarrolló en Argentina durante las décadas de 1960 y 1970, situación que se agravó tras el golpe de Estado del 24 de marzo de 1976. Uno de los sacerdotes católicos fue víctima de una golpiza y amenazas de muerte por parte de los mencionados grupos parapoliciales, los cuales lo acusaron de organizar y proteger a grupos armados de izquierda. Del mismo modo otros vecinos del barrio fueron amenazados, golpeados o secuestrados.
Recién con el regreso de la democracia a la Argentina, a finales de 1983, Villa El Libertador retornó a la senda de la tranquilidad. Durante esa década, y pasados los tiempos angustiosos, la barriada experimentó un gran crecimiento urbanístico y se multiplicaron los comercios, particularmente en la zona cercana a la plaza central, bautizada "Plaza 12 de octubre". La definitiva construcción de la Avenida de Circunvalación contribuyó también a agilizar las comunicaciones de la zona.

### Desde fines delsigloXXa la actualidad
El crecimiento de Villa El Libertador fue acompañado del crecimiento de los barrios aledaños, de manera que en la nueva etapa democrática la zona sur representaba un importante distrito electoral. En 1995 el intendente Rubén Américo Martí inauguró el CPC número 6 de la ruta a Alta Gracia, frente a la entrada de Villa El Libertador.
El aumento de los niveles de pobreza de la población, produjo el crecimiento de villas y asentamientos urbano-marginales en la periferia de las grandes ciudades. Esta situación se dio en las tierras despobladas que rodeaban al barrio. Esto a su vez trajo aparejado el crecimiento de los índices delictivos.
El aumento de la pobreza y de la delincuencia, como así también sus consecuencias en los jóvenes, son algunos de los problemas que enfrentan los vecinos de Villa El Libertador en la actualidad.
Desde mediados del mes de febrero de 2011, desde el centro vecinal propulsaron la propuesta de que el barrio se independizara administrativa y económicamente de la Municipalidad de Córdoba, por lo que se separaría del ejido urbano. Hasta el momento, no se ha debatido en el Consejo Deliberante local el proyecto de autonomía.

## Transporte
Además de los recorridos locales, circulan colectivos interurbanos de diferentes líneas como Sierras de Calamuchita, Sarmiento o Buses Lep, al igual que ómnibus de larga distancia, ya que la Av. Armada Argentina recibe el flujo de la ruta RP 5 que une la ciudad con Alta Gracia y Río Cuarto o los valles turísticos de Paravachasca y Calamuchita.
| Corredor   | Líneas          |
| ---------- | --------------- |
| Corredor 3 | - 33 - 36 - B30 |
| Corredor 5 | - 50 - 52 - 53  |

## Instituciones principales
- Colegio C.I.E.M.
- Centro Cultural
- Radio Sur 90.1 FM
- Centro Vecinal
- Parroquia Nuestra Señora del Trabajo
- Club Las Estrellas
- Club Americano
- Atlético MEDEA Club
- M.E.D.E.A.
- I.P.E.M 123: Blanca Etchemendy
- Hospital Municipal Príncipe de Asturias
- Periódico La Décima
- Web villaellibertador.com (enlace roto disponible en Internet Archive; véase el historial, la primera versión y la última).